# Mont-Royal (Metro Montreal)

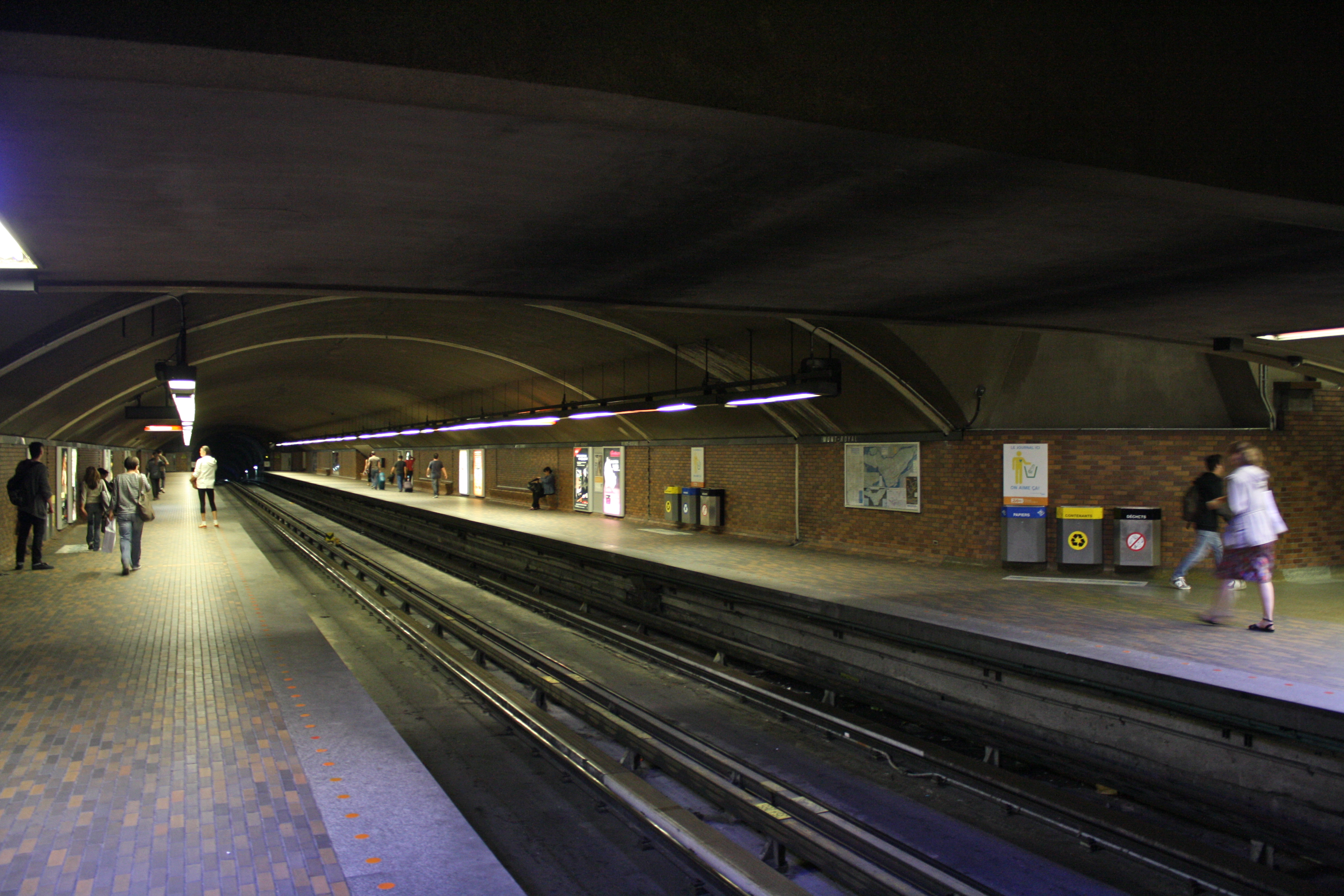
Blick auf die Bahnsteige

Mont-Royal ist eine U-Bahn-Station in Montreal. Sie befindet sich im Arrondissement Le Plateau-Mont-Royal an der Kreuzung von Rue Berri und Avenue du Mont-Royal. Hier verkehren Züge der orangen Linie 2. Im Jahr 2019 nutzten 5.403.116 Fahrgäste die Station, was dem 16. Rang unter den insgesamt 68 Stationen der Metro Montreal entspricht.

## Bauwerk

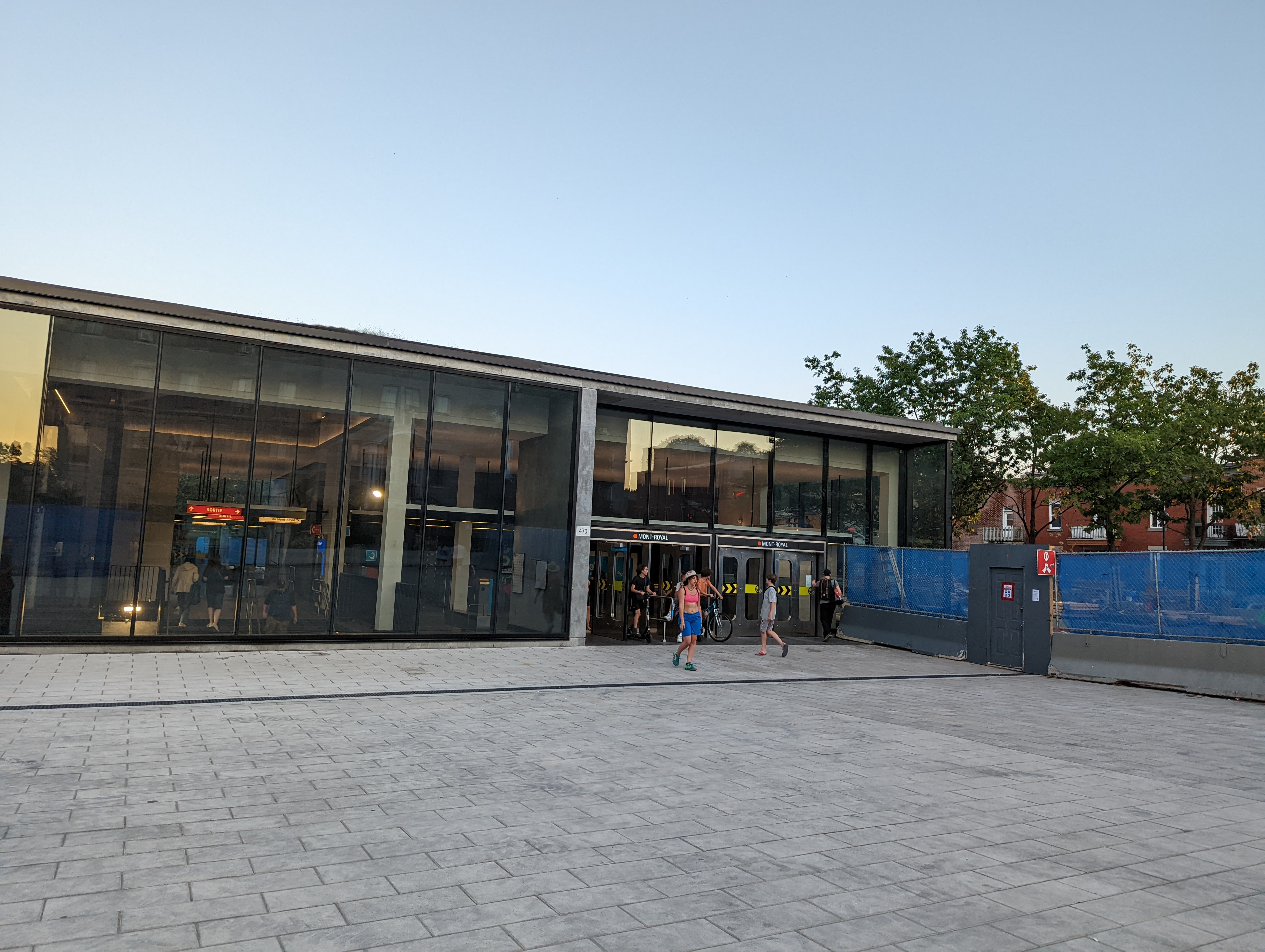
Eingangspavillon

Die von Victor Prus entworfene Station entstand als Tunnelbahnhof und ist relativ nüchtern gestaltet. Von der brückenartig konstruierten Verteilerebene aus führt eine Rolltreppe zum einzigen Ausgang. Dieser befindet sich an der Oberfläche in einem Pavillon aus Stahl und Beton. Die Wände sind mit braunen Ziegeln in verschiedenen Schattierungen verkleidet. Durchbrochen wird dieses Muster von 32 „Nähten“ aus eingegossenem Aluminium, aus denen würfel- und barrenförmige Elemente hervorragen. Ein Konstruktionsfehler ist die fehlende Entlüftung, sodass die von einfahrenden Zügen erzeugte Druckluftströmung überdurchschnittlich heftig ist.
In 13,4 Metern Tiefe befindet sich die Bahnsteigebene mit zwei Seitenbahnsteigen. Die Entfernungen zu den benachbarten Stationen, jeweils von Stationsende zu Stationsanfang gemessen, betragen 932,10 Meter bis Sherbrooke und 499,60 Meter bis Laurier. Es bestehen Anschlüsse zu fünf Buslinien und zwei Nachtbuslinien der Société de transport de Montréal.

## Kunst
Das Gebäude hinter dem Eingangspavillon wurde im Jahr 2000 im Rahmen eines Aufwertungsprogramms künstlerisch gestaltet. In dessen Fassade fügte die Künstlergruppe Les industries perdus mit Ziegelsteinen das Gedicht Tango de Montréal von Gérald Godin ein. Es handelt von den Einwanderern, die morgens mit der Metro zur Arbeit fahren und die Stadt am Laufen halten.

## Geschichte
Die Eröffnung der Station erfolgte am 14. Oktober 1966, zusammen mit dem Teilstück Place-d’Armes–Henri-Bourassa der orangen Linie. Mont-Royal gehört somit zum Grundnetz der Montrealer Metro. Namensgeber ist die Avenue du Mont-Royal. Diese führt zum Parc du Mont-Royal und zum Montrealer Hausberg Mont Royal, der das Stadtzentrum Montreals überragt.